# Toda

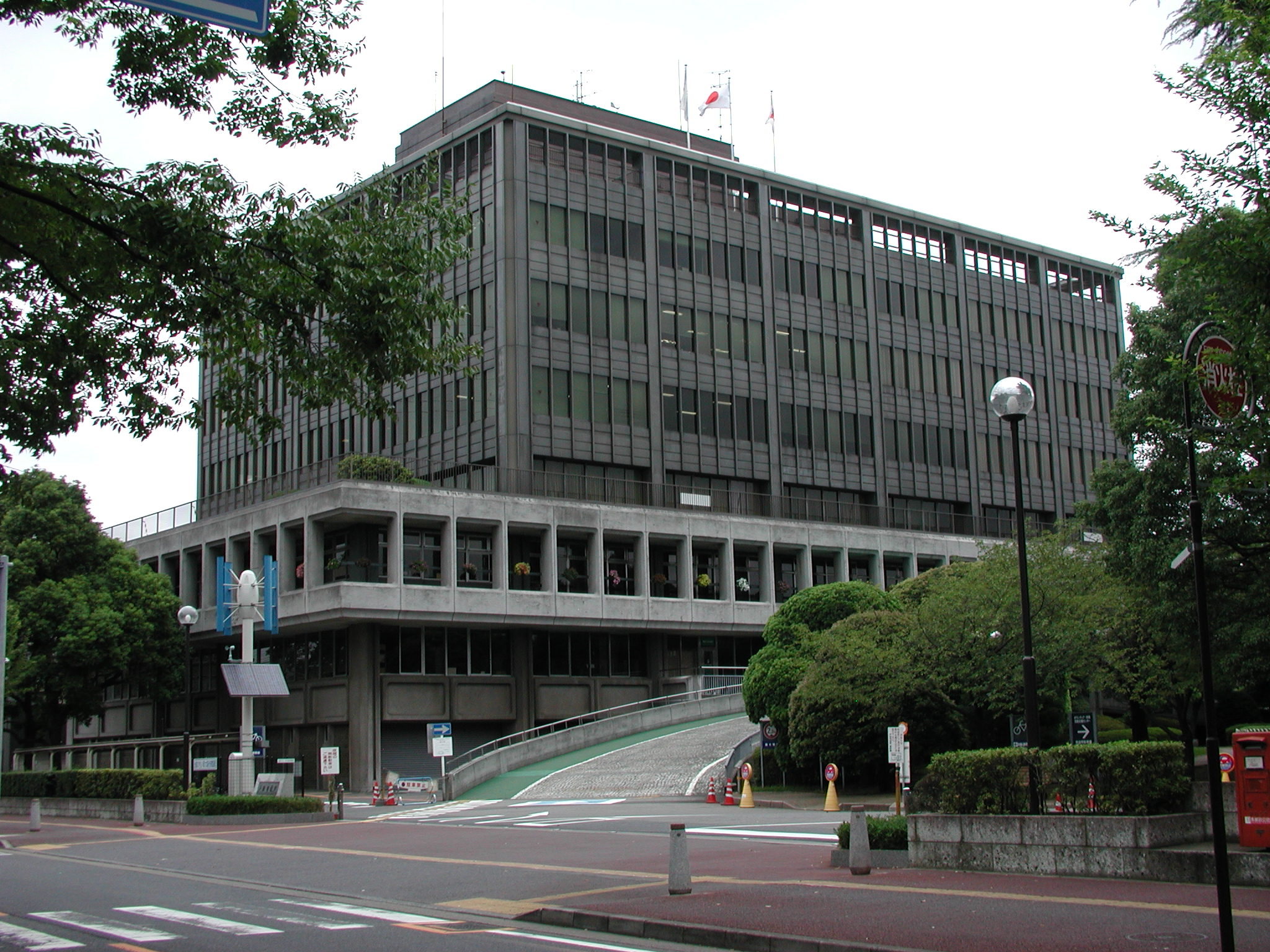
Primăria

Toda (戸田市 Toda-shi?) este un municipiu din Japonia, prefectura Saitama.